# Robertas
Robertas ist ein litauischer männlicher Vorname (abgeleitet von Robert).

## Personen
- Robertas Javtokas (* 1980), Basketballspieler
- Robertas Paužuolis (* 1972), Handballspieler
- Robertas Poškus (* 1979), Fußballspieler
- Robertas Sutkus (1953–2008), Schachspieler
- Robertas Šarknickas (* 1974), Politiker, Seimas-Mitglied
- Robertas Žulpa (1960–2024), Schwimmer